# Фадеева, Ирма Львовна
Фадеева Ирма Львовна (19 октября 1938, Бердичев — 14 сентября 2013, Москва) — советский российский востоковед, доктор исторических наук, научный сотрудник Института востоковедения РАН, специалист по истории Османской империи Нового времени.

## Биография
Ирма Львовна Фадеева (Тучинская) родилась 19 октября 1938 году в Бердичеве в семье военного. В 1958 году поступила в Ленинградский государственный университет на восточный факультет. Специализировалась на истории Турции. После окончания университета в 1963—1973 годах работала переводчиком в Тунисе и ряде других стран. В 1973—1978 годах являлась научным сотрудником Института славяноведения и балканистики РАН. С 1978 года работала в Институте востоковедения РАН. В 1978 году защитила кандидатскую диссертацию на тему: «Османская империя после Крымской войны и англо-турецкие отношения в 50—60-х годах XIX в.». В 1990 году была присвоена докторская степень на основании опубликованной монографии «Официальные доктрины в идеологии и политике Османской империи (османизм-панисламизм) (XIX — начало XX в.)» (1985).

## Научная деятельность
Областью научных интересов были политическая история Османской империи в XIX — начале XX веков, роль этого государства в международных отношениях, его идеология и политические доктрины, теория власти на Востоке, сравнительный анализ азиатских и европейских моделей политического и общественного развития.
В монографии «Концепция власти на Ближнем и Среднем Востоке» (1993) рассматриваются отличия в концепте власти на Западе и Ближнем Востоке, изучаются эволюция и структура властных органов восточного и западного типов. Деспотические черты восточного государства объясняются, исходя из социальных, правовых и культурных причин и особенностей восточного общества.
Исследовалась также проблема радикального исламизма и экстремизма в арабо-мусульманском мире. Эта тематика выросла из вопросов, поднимаемых при изучении специфики ислама как идеологии, как элемента официальных доктрин в Турции в XIX—XX вв. Итоги исследований отражены в монографии «От империи к национальному государству. Идеи турецкого социолога Зии Гёк Алпа» (2001).
Фадеева занималась изучением положения этнорелигиозных общин в Османской империи на протяжении всей её истории, в том числе иудейских. В частности, анализировался статус еврейских общин, их взаимодействие с другими этносами — турками, славянами, греками, арабами, армянами. Результатом этих штудий стали ряд статей и монография «Еврейские общины в Османской империи» (2012).

## Критика
Сектор Турции ИВ РАН не поддержал выдвижение монографии «Официальные доктрины в идеологии и политике Османской империи (османизм-панисламизм) XIX — начало XX в.» (1985) на защиту в качестве докторской диссертации. Такая позиция аргументировалась тем, что в монографии не были использованы официальные османские источники — «Дюстюр», сборник турецких законодательных актов, протоколы меджлиса и проч.

## Основные работы
- Английская экспансия в Турции после Крымской войны в 50—60-е годы XIX в. // Тюркологический сборник 1976. М.: Наука, ГРВЛ, 1978. С. 163—179.
- Османская империя и англо-турецкие отношения в середине XIX в. М.: ИВАН СССР, ГРВЛ, 1982. 160 с.
- Новые тенденции в политике Порты начала 70-х годов XIX в. // Тюркологический сборник 1978. М.: Наука, ГРВЛ, 1984. С. 224—236[3].
- Формирование новых политических установок в эпоху правления султана Махмуда II (первая треть XIX в.) // Тюркологический сборник 1979. Османская империя: проблемы истории и источниковедения. М.: Наука, ГРВЛ, 1985. С. 140—158.
- Идейно-политическая борьба вокруг османского халифата в последней четверти XIX века // Вопросы истории. 1986. № 10. С. 52—60.
- О некоторых категориях цивилизационного развития обществ Запада и Востока // Экономика и политика. Взаимосвязь и взаимодействие. М., 1990. С. 39—52.
- Ислам и культурная политика правящих кругов Турции 60—80-х годов XX в. // Ислам и социальные структуры стран Ближнего и Среднего Востока. М., 1990. С. 192—206.
- Концепция власти на Ближнем Востоке: средневековье и новое время. М., 1993. 284 с.
- Оппозиция в странах Ближнего и Среднего Востока: статус и цели // Ислам и политика. М.: ИВ РАН, Институт изучения Израиля и Ближнего Востока, 2001. С. 45—60.
- От империи к национальному государству: идеи турецкого социолога Зии Гёк Алпа в ретроспективе XX века. М.: ИВ РАН, 2001. 216 с.[1]
- Ислам и политический конфликт // Россия и мусульманский мир. 2002. № 6. С. 132—142.
- Турецкая внешняя политика второй половины XX в. // Дипломатическая служба. 2008. № 2.
- Межпартийная борьба в Турции второй половины XX века // Еврейское слово. 2009. № 43.
- Турция. Противостояние исламизации и секуляризма // Азия и Африка сегодня. 2009. № 6. С. 48—51.
- Этнорелигиозные конфликты в странах Северной Африки (Алжир, Тунис) в период османского господства // Еврейское слово. 2009. № 4.
- Проблемы турецкой внешней политики конца XIX — начала XXI в. // Ключевые игроки в «большой игре» в Азии в начале XXI в. М., 2009.
- Евреи на Балканах. Эпоха османского господства // Еврейское слово. 2011. № 17—18.
- Еврейские общины в Османской империи: страницы истории. М.: Институт востоковедения (ИВ) РАН, КРАФТ+, 2012. 399 с.[4]